# E-papír
Az e-papírt vagy elektronikus papírt az 1970-es években kezdték fejleszteni, majd több mint egy évtizedes szünet után az 1980-as évek végén újra indulnak a kutatások. A létrehozását az motiválta, hogy kiváltsák a hagyományos papírra történő nyomtatást, ami a legtöbb esetben egyszeri használatot jelentett (irodai nyomtatványok, újságok). Mindezt úgy hogy a nyomtatott anyag használatának komfort érzése megmaradjon.

## A fejlesztés története és célja

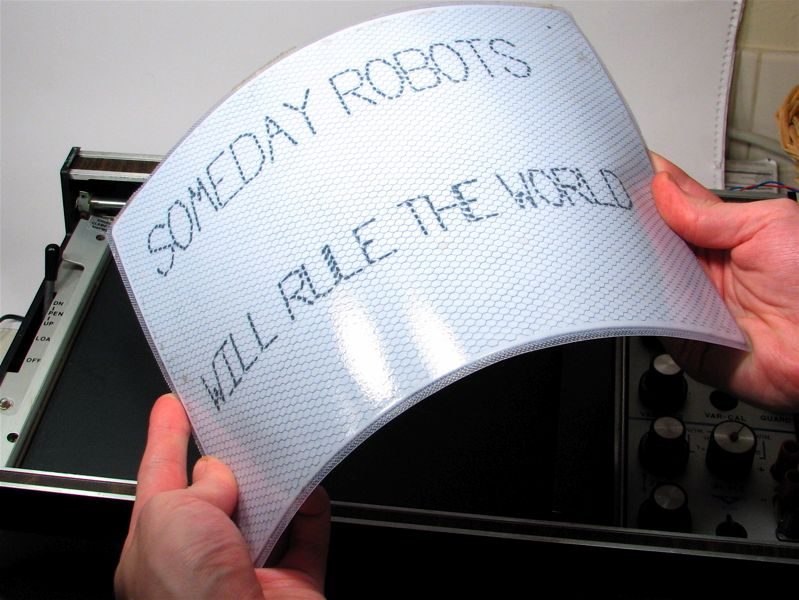
A rugalmas e-papír

### A cél
Az a cél, hogy a hagyományos nyomtatott papírt kiváltsák évtizedekre meghatározta azokat az elvárásokat, aminek az e-papírnak meg kell felelnie, vagyis az e-papírnak minél inkább hasonlítania kell egy igazi papírra, amin nyomtatott szöveg van. Ennek alapján három fő pillére volt a fejlesztési céloknak:
- Az e-papír hajlékony, a papírlaphoz hasonlóan.
- Az e-papíron megjelenő tartalom látványa ugyanazt a fizikai elvet követi, mint a papíron megjelenő kép (ábra): a felületről visszaverődő fény teszi láthatóvá a tartalmat, nem pedig az aktívan világító képpontok, mint például az LCD kijelzők esetén. (Ugyanakkor az e-papír nem zárja ki a háttérvilágítás alkalmazását sem.)
- A megjelenített szöveg megtartásához nincs szükség további tápellátásra (a kijelzőn megjelenített ábra úgy marad, ahogy van, nem kell szüntelenül újrarajzolni, mint pl. a tv- vagy monitor-kép esetén).

### A fejlesztések és termékek
- 1974-ben Nicholas K. Sheridon a Xerox PARC-nál kidolgozza a Gyricon eljárást, ami lefekteti az e-papír technológia alapjait. Később leállítják a kutatásokat.
- 1989 Nicholas K. Sheridon még a Xerox-nál újra indítja a kutatásokat és ekkor kezdik használni az e-papír megnevezést.
- 1997-ben Joseph Jacobson megalapítja az E Ink vállalatot (E Ink Corp.).
- 2004-ben Sony piacra dobja első e-könyv olvasóját, a LIBRIé-t.
- 2005-ben pénzügyi okokból leállítják a jelentőségét veszített Gyricon fejlesztéseket.

A Seiko árusítani kezdi az első e-ink technológiát használó karórát, a Spectrum SVRD001.
- 2006-ban Fujitsu Ltd. bemutatja a 7,8-inch-es színes e-papír prototípust, ami 4096 szín megjelenítésére képes.

Később szintén japánban Hitachi Ltd. 13,1 inch-es 8 szín megjelenítésére képes e-papír reklám felületeket próbál ki néhány közlekedési eszközön.
- 2007-ben megjelenik az Amazon Kindle.

A Fujitsu bejelenti az első színes e-papírral működő hordozható eszközt a FLEPia-t, 2009-ben árusítani kezdik.
- 2010-ben bejelentik az E ink Pearl és Triton technológiát.
- 2012-ben a Fuji Xerox bemutatja a színszűrő nélküli elektroforézis elvére épülő színes e-papírt.
- 2012 Kindle Paperwhite bemutatása

## Technológiája
Párhuzamosan több fejlesztés is folyamatban van a különböző cégeknél, de az ezzel kapcsolatos technikai információk meglehetősen hiányosak, mert a kutatási anyagok egy részét ipari titokként kezelik a fejlesztők.
Az e-papír két fő részből áll. Van az ún. "előlap/felület" (frontplane), ez lényegében a maga a tartalom megjelenítő e-ink (elektronikus tinta). A másik rész pedig a "hátlap/háttér" (backplane), vagyis az elektronika, ami a tartalom létrehozást generálja.

### Gyricon

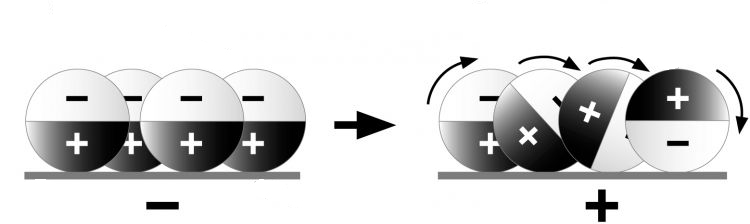
Gyricon e-ink működési elve

A Gyricon (forgókép) eljárás volt az első sikeres e-papír fejlesztés a Xerox PARC-nál. Lényege, hogy mikrókapszulákban golyók helyezkednek el, amit olaj vesz közre ezáltal biztosítva a szabad forgó mozgást. A golyók egyik fele fekete, a másik fehér és attól függően fordulnak el a kapszulában az alul lévő elektróda felé, hogy milyen pólusú elektromos töltést kapnak a kapszulák. Az így az elektromos töltést kapó egyes mikrokapszulákban a töltésnek megfelelően vagy fehér vagy fekete fele fordul felfelé a mikró golyóknak. A szöveg előállításához egy külső egységre volt szükség, ami a nyomtatókhoz hasonló elven az e-papíron a megfelelő területen elektromos töltés segítségével létrehozta a kívánt tartalmat, ami azután meg is maradt abban az állapotban. Jelenleg nem használják a mai e-papír fejlesztéseknél.

### E Ink (E Ink corp.) elektroforézis

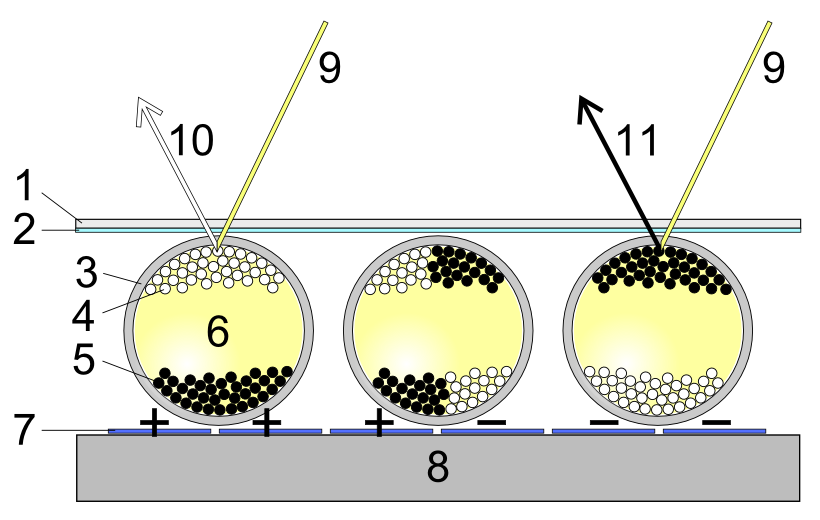
Az E Ink elektroforézis technológia vázlata:
1 fölső réteg.
2 átlátszó elektródaréteg.
3 átlátszó mikrokapszulák.
4 pozitív töltésű fehér pigmentek.
5 negatív töltésű fekete pigmentek.
6 átlátszó olaj.
7 elektródapixel réteg.
8 alsó támaszréteg.
9 fény
10 fehér.
11 fekete.

A színes szűrőket használó elektroforézis elve.

Az elektroforézis elvére épülő e-papír az E ink vállalat fejlesztése és jelenleg az e-könyv olvasóknál a legelterjedtebb és legfejlettebb monokróm technológia. A pontos technikai részletekről azonban keveset publikáltak, mert a E Ink vállalat ipari titokként kezeli a fejlesztéseit.
Különböző leírásoknál gyakori félreértésre ad okot, hogy az E ink a vállalat neve és a fejlesztései is ezt a nevet viselik, ugyanakkor az e-papír technológiánál általában a megjelenítő felületre is szokás használni a (e-ink) megnevezést (más cég terméke esetén is, mint például a Gyricon).
A Gyricon technológiához hasonlóan itt szintén olajjal töltött mikrókapszulák vannak, ami nagyjából 100 mikron átmérőjű, de egy kapszulában nem egy golyó hanem több fekete és fehér töltéssel rendelkező ún. pigment részecskék vagy titán-dioxid szemcsék találhatóak. Az első esetben mikrókapszulák már nem csak egy irányból hanem alulról és felülről egyszerre kapnak ellentétes töltést és ennek hatására a fehér részecskék egyik irányba a fekete részecskék pedig a másik irányba mozdulnak el az átlátszó folyadékban, így kialakítva a felületen a kíván tartalmat. A második esetben a titán-dioxid szemcsék színezet olajban fel-le mozognak. Ha fent vannak a szemcsék akkor világos lesz a kapszula, ha lesüllyed akkor sötét. Ez esetben elég csak alulra tenni elektródát.
Fejlesztések történtek az elektroforézis módszerére épülő színes tartalom megjelenítésére, ahol az egyes mikrókapszulák a három fény alapszín alapján színszűrővel vannak ellátva (RGB) és csoportokba rendezve. Itt a három kapszula a fénykeverés elvével hozza létre a kívánt színt. Természetesen amíg monokróm technikánál egy kép alkotó alapegység az egy kapszula a színesnél három kapszula tölti be ezt a szerepet, szóval ugyan azon eredményhez a színes kijelzőnek háromszor jobb felbontással kell rendelkeznie. 
Sajnos a színes kijelzők hatásfoka és szín saturációja nem éri el a kívánt szintet.
2012-ben a Fuji Xerox Co Ltd. bemutatta a szín filter nélküli kapilláris elektroforézisre épülő színes papír technológiáját, ahol a részecskék maguk színesek és minden szín részecske mozgását külön kezelik.

### Koleszterikus folyadékkristályos panel
Koleszterol-származékot tartalmazó kijelző színes képek megjelenítésére alkalmas. Ez esetben a folyadékkristályok úgy rétegeződnek vékonyan egymásra, hogy a kristálymolekulák tengelyei párhuzamosak egy rétegen belül, és az egyes rétegek egymáshoz képest periodikusan elfordulnak, vagyis spirálisak. Ebből következően egy bizonyos rétegszámot követően egy teljes, 360 fokos fordulat következik be, ami a periódus hossza. Az egyes rétegek elfordulása szabályozható elektromossággal. A koleszterikus folyadékkristály molekulák megváltoztatják a fény polarizációját, ezzel egy, a fény hullámhosszát, azaz színét közvetlenül szabályozni képes rendszert, mely ráadásul egyedi optikai tulajdonságként stabil reflektív állapotba is küldhető. A kijelző felbontása alacsony, színpalettája szegényes, frissítési ideje lassú. Ha megszűnik a tápellátás a megjelenített tartalom, akkor is olvasható marad.

## E-papír előnye és hátránya
Előnyök
- Napfényben is könnyen olvasható.
- A szöveg megtartása nem igényel befektetett energiát. Alacsony a fogyasztás igénye.
- Kontrasztosabb képet ad, mint a háttérvilágítással rendelkező kijelzők.
- Nagy a betekintési szöge, ezért több szögből is jobban olvasható, mint a háttérvilágítással rendelkező kijelzők.

Hátrányok
- Sötétben kiegészítő (külső vagy háttér) világításra van szükség.
- Drága a színes kijelző.
- A színes kijelzők színválasztéka igen szerény.
- Lassú a képfrissítés ideje, videó lejátszásra alkalmatlan.

## Az e-papír jövője

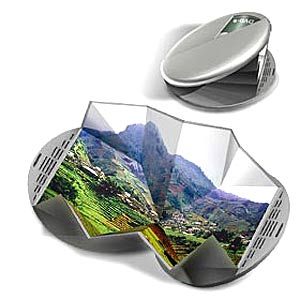

Az e-papír mögött több évtizedes fejlesztés áll és a technológia részbeni kiaknázása mindössze a 2000-es évek közepén indult meg a e-könyv olvasók által. Azonban semmikép nem tekinthető úgy, hogy az e-könyv olvasókkal a hosszú fejlesztési idő tervei beváltották volna a kezdeti célokat. Noha pénzügyileg az e-könyv olvasók egy fontos fejezet az e-papír fejlesztés folyamatában, de a jelenlegi felhasználás többnyire messze nem használja ki a benne rejlő lehetőségeket. Az e-papír azon képessége, hogy hajlékony és hogy a megjelenített tartalmat megtartja energia ellátás nélkül még nem kellően kihasznált előnyök. Annak lehetősége is fennáll, hogy a színes táblagépek olcsóságuk és gyorsaságuknál fogva idővel átveszik ez e-könyv olvasók szerepét. Ez azonban nem befolyásolja az e-papír jövőjét, hiszen a fejlesztések messzebbre mutatnak és később a tartalom közlő ipart forradalmasíthatja, ha ára és működése optimálisabb lesz. Hétköznapi tárgyakban is megjelenhet (és részben már meg is jelent) a dinamikus frissülő színes felület. Már ma is létezik e-papír felületet használó karkötő vagy névtábla. A távolabbi fejlődési irányt jól mutatja, hogy habár több nagy vállalat is fejleszti az e-papír technológiákat (pl.: IBM, Philips, HP, Fujitsu), mégis ezen cégek zöme szinte kizárólag a színes kijelzők kutatásába fektet pénzt.